# هیلدا استریک
هیلدا استریک (انگلیسی: Hilda Strike; ۱ سپتامبر ۱۹۱۰ – ۹ مارس ۱۹۸۹) ورزشکار دو و میدانی اهل کانادا بود.
وی در مسابقات کشوری و بین‌المللی در مجموع برندهٔ ۴ مدال نقره شده‌است.